# Eduardo Balaca
Eduardo Balaca y Orejas-Canseco (1840-1914) fue un pintor español.

## Biografía
Nació en Madrid en 1840, hijo de José Balaca. Pintor de historia, estudió la pintura bajo la dirección de su padre y en las clases de la Real Academia de San Fernando. En las Exposiciones Nacionales de Bellas Artes celebradas en Madrid en los años de 1858 al 1866, presentó las obras Retrato de su hermano Ricardo, Una vendedora de castañas y Episodio de la vida de Santa Teresa de Jesús, entre otros. En las dos últimas exposiciones alcanzó la mención honorífica. También fue autor de un Retrato de un gentil-hombre de S.M., presentado en la Exposición de Bayona de 1864 y de Los evangelistas san Marco y san Mateo, para la cúpula de la segunda iglesia del Buen Suceso. Falleció el 5 de enero de 1914.